# Campeonato Paranaense de Futebol de 2000
O Campeonato Paranaense de Futebol de 2000 foi a 86° edição do campeonato estadual do Paraná, sendo organizado pela Federação Paranaense de Futebol. Esta temporada contou com a volta do Londrina Esporte Clube e a participação da Associação Portuguesa Londrinense. O Apucarana Atlético Clube conquistou a vaga no TJDPR.
A média de público deste campeonato ficou em 4.193 pagantes.

## Participantes
| Equipe                            | Cidade               | Região                            | No ano anterior                                                              | Estádio                             | Capacidade | Títulos                                | Participações |
| --------------------------------- | -------------------- | --------------------------------- | ---------------------------------------------------------------------------- | ----------------------------------- | ---------- | -------------------------------------- | ------------- |
| Coritiba Foot Ball Club           | Curitiba             | Região Metropolitana de Curitiba  | Campeão                                                                      | Estádio Major Antônio Couto Pereira | 38.000     | 30 (último em 1999)                    | 77            |
| Clube Atlético Paranaense         | Curitiba             | Região Metropolitana de Curitiba  | Terceiro Lugar                                                               | Pinheirão                           | 35.000     | 17 (último em 1998)                    | 67            |
| União Bandeirante Futebol Clube   | Bandeirantes         | Microrregião de Cornélio Procópio | Sétimo Lugar                                                                 | Estádio Comendador Luís Meneghel    | 10.000     | 0 (não possui)                         | 34            |
| Paraná Clube                      | Curitiba             | Região Metropolitana de Curitiba  | Vice Campeão                                                                 | Estádio Durival Britto e Silva      | 17.000     | 6 (1991, 1993, 1994, 1995, 1996, 1997) | 11            |
| Francisco Beltrão Futebol Clube   | Francisco Beltrão    | Microrregião de Francisco Beltrão | Quinto Lugar                                                                 | Estádio Anilado                     | 10.200     | 0 (não possui)                         | 8             |
| Rio Branco Sport Club             | Paranaguá            | Litoral Paranaense                | Oitavo Lugar                                                                 | Estradinha                          | --         | 0 (não possui)                         | 32            |
| Ponta Grossa Esporte Clube        | Ponta Grossa         | Microrregião de Ponta Grossa      | Sexto Lugar                                                                  | Estádio Germano Krüger              | 8.620      | 0 (não possui)                         | 6             |
| Associação Atlética Batel         | Guarapuava           | Microrregião de Guarapuava        | Décimo lugar                                                                 | Estádio Waldomiro Gelinski          | 7.000      | 0 (não possui)                         | 10            |
| Malutrom                          | São José dos Pinhais | Região Metropolitana de Curitiba  | Quarto Lugar                                                                 | Estádio do Pinhão                   | 6.000      | 0 (não possui)                         | 2             |
| Londrina Esporte Clube            | Londrina             | Microrregião de Londrina          | Campeão do Campeonato Paranaense de Futebol de 1999 - Segunda Divisão        | Estádio do Café                     | 36.000     | 3 (1962,1981, 1992 )                   | 29            |
| Associação Portuguesa Londrinense | Londrina             | Microrregião de Londrina          | Vice Campeão do Campeonato Paranaense de Futebol de 1999 - Segunda Divisão   | Estádio Uady Chaiben                | --         | 0 (não possui)                         | 4             |
| Prudentópolis Esporte Clube       | Prudentópolis        | Microrregião de Prudentópolis     | Terceiro Lugar do Campeonato Paranaense de Futebol de 1999 - Segunda Divisão | Estádio Newton Agibert              | 6.500      | 0 (não possui)                         | 1             |

## Regulamento

### Fase 1
O Campeonato foi disputado por 12 clubes, em apenas um turno, e todos jogam contra todos. As oito equipes com melhor pontuação vão para a segunda fase.

### Fase 2
As oito equipes serão divididas em dois grupos de quatro equipes, que  vão se enfrentar em turno e returno dentro do seu próprio grupo. Classificam-se as duas equipes que somarem mais pontos em cada grupo. 

### Semifinais
As quatro equipes vão se enfrentar em dois cruzamentos diretos, sendo o primeiro do Grupo A x o segundo do Grupo B e o segundo do Grupo A x o primeiro do Grupo B. Os vencedores das disputas, em jogos de ida e volta, classificam-se para as finais.

### Finais
Os dois finalistas decidirão o título em dois jogos (ida e volta). Será declarada campeã a equipe que obtiver maior número de pontos ganhos nos dois confrontos. Em caso de empate, a equipe que ter mais pontos em todo o campeonato será campeã.

### Rebaixamento e acesso
As quatro equipes que foram eliminadas na primeira fase disputam com as duas primeiras colocadas da Série A-2. Os dois melhores times continuam na elite do Campeonato Paranaense, que será disputado no ano de 2001 com apenas dez equipes.

## 1ª Fase
A primeira fase do campeonato paranaense de 2000 foi marcada por inúmeras goleadas, entre elas a de 9x0 do Coritiba sobre o Francisco Beltrão. O Atlético venceu a primeira fase , seguido de Paraná e Coritiba, que também fizeram boas campanhas.

### Classificação
| Classificação | Classificação          | Classificação | Classificação | Classificação | Classificação | Classificação | Classificação | Classificação | Classificação |
| Time | Time                   | PG            | J             | V             | E             | D             | GP            | GC            | SG            |
| --- | ---------------------- | ------------- | ------------- | ------------- | ------------- | ------------- | ------------- | ------------- | ------------- |
| 1 | Atlético               | 26            | 11            | 8             | 2             | 1             | 26            | 9             | 17            |
| 2 | Paraná Clube           | 23            | 11            | 6             | 5             | 0             | 23            | 12            | 11            |
| 3 | Coritiba               | 22            | 11            | 6             | 4             | 1             | 30            | 10            | 20            |
| 4 | União Bandeirante      | 16            | 11            | 4             | 4             | 3             | 17            | 13            | 4             |
| 5 | Rio Branco             | 15            | 11            | 4             | 3             | 4             | 11            | 13            | -2            |
| 6 | Malutrom               | 14            | 11            | 3             | 5             | 3             | 20            | 20            | 0             |
| 7 | Prudentópolis          | 13            | 11            | 3             | 4             | 4             | 12            | 15            | -3            |
| 8 | Londrina               | 12            | 11            | 2             | 6             | 3             | 11            | 15            | -4            |
| 9 | Ponta Grossa           | 11            | 11            | 2             | 5             | 4             | 12            | 17            | -5            |
| 10 | Portuguesa Londrinense | 9             | 11            | 2             | 3             | 6             | 10            | 20            | -10           |
| 11 | Batel                  | 7             | 11            | 2             | 1             | 8             | 11            | 20            | -9            |
| 12 | Francisco Beltrão      | 7             | 11            | 1             | 4             | 6             | 10            | 29            | -19           |
| PG - pontos ganhos; J - jogos; V - vitórias; E - empates; D - derrotas; GP - gols pró; GC - gols contra; SG - saldo de gols |                        |               |               |               |               |               |               |               |               |

### Resultados
1ª rodada
- Coritiba 9 x 0 Francisco Beltrão
- Batel 0 x 2 Atlético
- União Bandeirante 0 x 1 Londrina
- Paraná 4 x 2 Ponta Grossa
- Portuguesa 2 x 2 Malutrom
- Prudentópolis 1 x 0 Rio Branco

2ª rodada
- Atlético 0 x 0 Rio Branco
- Malutrom 1 x 4 Coritiba
- Francisco Beltrão 1 x 1 União Bandeirante
- Londrina 2 x 1 Batel
- Ponta Grossa 2 x 0 Portuguesa
- Paraná 3 x 0 Prudentópolis

3ª rodada
- Coritiba 3 x 0 Portuguesa
- União Bandeirante 2 x 3 Paraná
- Malutrom 0 x 0 Londrina
- Batel 1 x 0 Francisco Beltrão
- Rio Branco 1 x 0 Ponta Grossa
- Atlético 3 x 1 Prudentópolis

4ª rodada
- Paraná 3 x 1 Londrina
- Francisco Beltrão 1 x 3 Malutrom
- Atlético 3 x 2 Coritiba
- Portuguesa 3 x 0 Rio Branco
- Ponta Grossa 1 x 0 União Bandeirante
- Prudentópolis 0 x 1 Batel

5ª rodada
- Ponta Grossa 0 x 2 Atlético
- Portuguesa 0 x 0 Paraná
- Malutrom 2 x 2 União Bandeirante
- Londrina 2 x 2 Francisco Beltrão
- Coritiba 1 x 1 Prudentópolis
- Rio Branco 2 x 1 Batel

6ª rodada
- Atlético 3 x 2 Malutrom
- Paraná 4 x 2 Batel
- União Bandeirante 0 x 0 Coritiba
- Francisco Beltrão 1 x 1 Ponta Grossa
- Rio Branco  0 x 0 Londrina
- Prudentópolis 1 x 0 Portuguesa

7ª rodada
- Londrina 0 x 1 Coritiba
- União Bandeirante 3 x 1 Rio Branco
- Malutrom 3 x 1 Prudentópolis
- Ponta Grossa 1 x 1 Batel
- Atlético 4 x 0 Portuguesa
- Francisco Beltrão 0 x 0 Paraná

8ª rodada
- Coritiba 2 x 2 Rio Branco
- Paraná 0 x 0 Atlético
- Malutrom 2 x 2 Ponta Grossa
- Batel 0 x 1 União Bandeirante
- Francisco Beltrão 1 x 4 Prudentópolis
- Londrina 0 x 0 Portuguesa

9ª rodada
- Rio Branco 1 x 2 Paraná
- Malutrom 3 x 2 Batel
- Coritiba 3 x 0 Ponta Grossa
- Portuguesa 1 x 3 Francisco Beltrão
- Prudentópolis 3 x 1 Londrina
- União Bandeirante 2 x 0 Atlético

10ª rodada
- Atlético 4 x 0 Francisco Beltrão
- Coritiba 2 x 2 Paraná
- Rio Branco 1 x 0 Malutrom
- Ponta Grossa 2 x 2 Londrina
- Batel 1 x 2 Portuguesa
- Prudentópolis 1 x 1 União Bandeirante

11ª rodada
- Batel 1 x 3 Coritiba
- Paraná 2 x 2 Malutrom
- Londrina 2 x 5 Atlético
- Francisco Beltrão 1 x 3 Rio Branco
- Ponta Grossa 1 x 1 Prudentópolis
- Portuguesa 2 x 4 União Bandeirante

## 2ª Fase

### Grupo A

#### Classificação
| Classificação | Classificação     | Classificação | Classificação | Classificação | Classificação | Classificação | Classificação | Classificação | Classificação |
| Time | Time              | PG            | J             | V             | E             | D             | GP            | GC            | SG            |
| --- | ----------------- | ------------- | ------------- | ------------- | ------------- | ------------- | ------------- | ------------- | ------------- |
| 1 | Atlético          | 16            | 6             | 5             | 1             | 0             | 17            | 8             | 9             |
| 2 | Rio Branco        | 9             | 6             | 3             | 0             | 3             | 11            | 12            | -1            |
| 3 | Prudentópolis     | 8             | 6             | 2             | 2             | 2             | 12            | 13            | -1            |
| 4 | União Bandeirante | 1             | 6             | 0             | 1             | 5             | 4             | 11            | -7            |
| PG - pontos ganhos; J - jogos; V - vitórias; E - empates; D - derrotas; GP - gols pró; GC - gols contra; SG - saldo de gols |                   |               |               |               |               |               |               |               |               |

#### Resultados
1ª Rodada
- Rio Branco 1 x 0 União Bandeirante
- Prudentópolis 2 x 2 Atlético

2ª Rodada
- Atlético 5 x 3 Rio Branco
- União Bandeirante 2 x 2 Prudentópolis

3ª Rodada
- Rio Branco 2 x 1 Prudentópolis
- União Bandeirante 1 x 4 Atlético

4ª Rodada
- União Bandeirante 0 x 1 Rio Branco
- Atlético 3 x 1 Prudentópolis

5ª Rodada
- Rio Branco 0 x 1 Atlético
- Prudentópolis 1 x 0 União Bandeirante

6ª Rodada
- Atlético 2 x 1 União Bandeirante
- Prudentópolis 5 x 4 Rio Branco

### Grupo B

#### Classificação
| Classificação | Classificação | Classificação | Classificação | Classificação | Classificação | Classificação | Classificação | Classificação | Classificação |
| Time | Time          | PG            | J             | V             | E             | D             | GP            | GC            | SG            |
| --- | ------------- | ------------- | ------------- | ------------- | ------------- | ------------- | ------------- | ------------- | ------------- |
| 1 | Coritiba      | 13            | 6             | 4             | 1             | 1             | 17            | 6             | 11            |
| 2 | Paraná Clube  | 12            | 6             | 4             | 0             | 2             | 13            | 9             | 4             |
| 3 | Malutrom      | 5             | 6             | 1             | 2             | 3             | 9             | 13            | -4            |
| 4 | Londrina      | 4             | 6             | 1             | 1             | 4             | 5             | 16            | -11           |
| PG - pontos ganhos; J - jogos; V - vitórias; E - empates; D - derrotas; GP - gols pró; GC - gols contra; SG - saldo de gols |               |               |               |               |               |               |               |               |               |

#### Resultados
1ª Rodada
- Paraná 2 x 3 Londrina
- Coritiba 3 x 1 Malutrom

2ª Rodada
- Londrina 0 x 3 Malutrom
- Paraná 2 x 1 Coritiba

3ª Rodada
- Malutrom 2 x 5 Paraná
- Londrina 2 x 4 Coritiba

4ª Rodada
- Londrina 0 x 1 Paraná
- Malutrom 1 x 1 Coritiba

5ª Rodada
- Coritiba 2 x 0 Paraná
- Malutrom 0 x 0 Londrina

6ª Rodada
- Coritiba 6 x 0 Londrina
- Paraná 3 x 1 Malutrom

### Semi-Final
Atlético Paranaense e Coritiba não encontraram muitas dificuldades de avançaram à decisão. Ambos os clubes venceram seus jogos com placares considerados elevados para semi-finais:
- Paraná 0x3 Atlético-PR
- Rio Branco 1x4 Coritiba
- Coritiba 5x1 Rio Branco
- Atlético-PR 3x1 Paraná

### Final
1° Jogo
Na primeira partida da decisão do Campeonato Paranaense de Futebol, realizada no dia 11 de junho no Couto Pereira, Atlético e Coritiba ficaram no empate por 1 a 1. Os dois gols da partida aconteceram no primeiro tempo, quando o meia Adriano abriu o placar aos 37 minutos, colocando o Atlético na frente. No finalzinho da primeira etapa, Reginaldo foi derrubado na área e o juiz marcou o pênalti. Na cobrança, Cléber deixou tudo igual. 
- Coritiba 1x1 Atlético-PR

2° Jogo
Em um jogo nervoso, o zagueiro Flávio do Coritiba acabou comprometendo sua equipe, ao agredir o meia Adriano no primeiro tempo e recebendo o cartão vermelho. O Atlético que já tinha a vantagem de jogar em casa e pelo empate, ficou ainda mais perto de um resultado positivo.
No começo do segundo tempo, Leandro Tavares aproveitou um erro de marcação da defesa atleticana e marcou o primeiro gol da partida. Depois disso, o técnico Paquito do Coritiba fez outra mudança na tentativa de segurar o resultado, tirando o atacante Marquinhos e colocando o zagueiro Luciano. Do outro lado, o técnico Vadão procurava aumentar seu poder ofensivo colocando mais atacantes: colocou Silvinho no lugar de Luiz Carlos Goiano e Gilson Batata no lugar do lateral Jorginho.
A pressão surtiu efeito aos 30 minutos do segundo tempo, quando em uma cobrança de escanteio, o zagueiro Gustavo cabeceou uma bola nas costas da defesa do Coritiba. Na comemoração, Gustavo tirou a camisa e foi expulso, mas o Coritiba, mesmo em vantagem numérica, não consegui reverter o placar desfavorável.
- Atlético-PR 1x1 Coritiba

Com os dois empates e beneficiado pela sua campanha nas fases anteriores, o Atlético conquistou seu 18.º título paranaense.

## Campeão
| Campeão Paranaense de 2000           |
| ------------------------------------ |
| Clube Atlético Paranaense 18° Título |

## Artilheiros
Os principais artilheiros do Campeonato Paranaense de 2000 foram de times da capital.
| Gols | Nome            | Time        |
| ---- | --------------- | ----------- |
| 14   | Marquinhos      | Coritiba    |
| 11   | Lucas           | Atlético-PR |
| 10   | Leandro Tavares | Coritiba    |
| 9    | Lúcio Flávio    | Paraná      |
| 8    | Adauto          | Atlético-PR |

## Estatísticas
- Melhor Ataque: Coritiba - 58gols
- Melhor Defesa: Atlético-PR e Coritiba - 20 gols
- Pior Ataque: Portuguesa Londrinense e Francisco Beltrão - 10 gols
- Pior Defesa: Francisco Beltrão - 29 gols
- Maior saldo de gols: Coritiba - 38
- Maior Goleada: Coritiba 9x0 Francisco Beltrão
- Jogos com mais gols: Coritiba 9x0 Francisco Beltrão e Prudentópolis 5x4 Rio Branco

## Curiosidades
- No jogo Londrina x Coritiba, na 1ª Fase, houve um conflito. A confusão começou com um pênalti marcado para o Coritiba sobre Marcelo Limpatin, aos 35 minutos do segundo tempo, quando o placar mostrava um empate por 2 a 2. Inconformado, um jornalista de Londrina invadiu para tomar satisfações do árbitro Henrique de França Trinches. Os jogadores do Coritiba saíram de campo e os refletores foram apagados. Onaireves Rolim de Moura, presidente da Federação Paranaense de Futebol (FPF), declarou o Coritiba como o vencedor do jogo com o placar de 1 a 0.
- O União Bandeirante foi o único clube que venceu o Atlético-PR, campeão paranaense desse ano, o placar foi 2x0.
- A derrota do Coritiba para o Atlético-PR por 3 a 2 (na primeira fase) na provocou um grande impacto no clube, que começou a tropeçar no campeonato. Na segunda fase, o time voltou a melhorar.
- O Campeonato foi transmitido pela Rede Paranaense de Comunicação, (RPC).